# Martin Sträßer

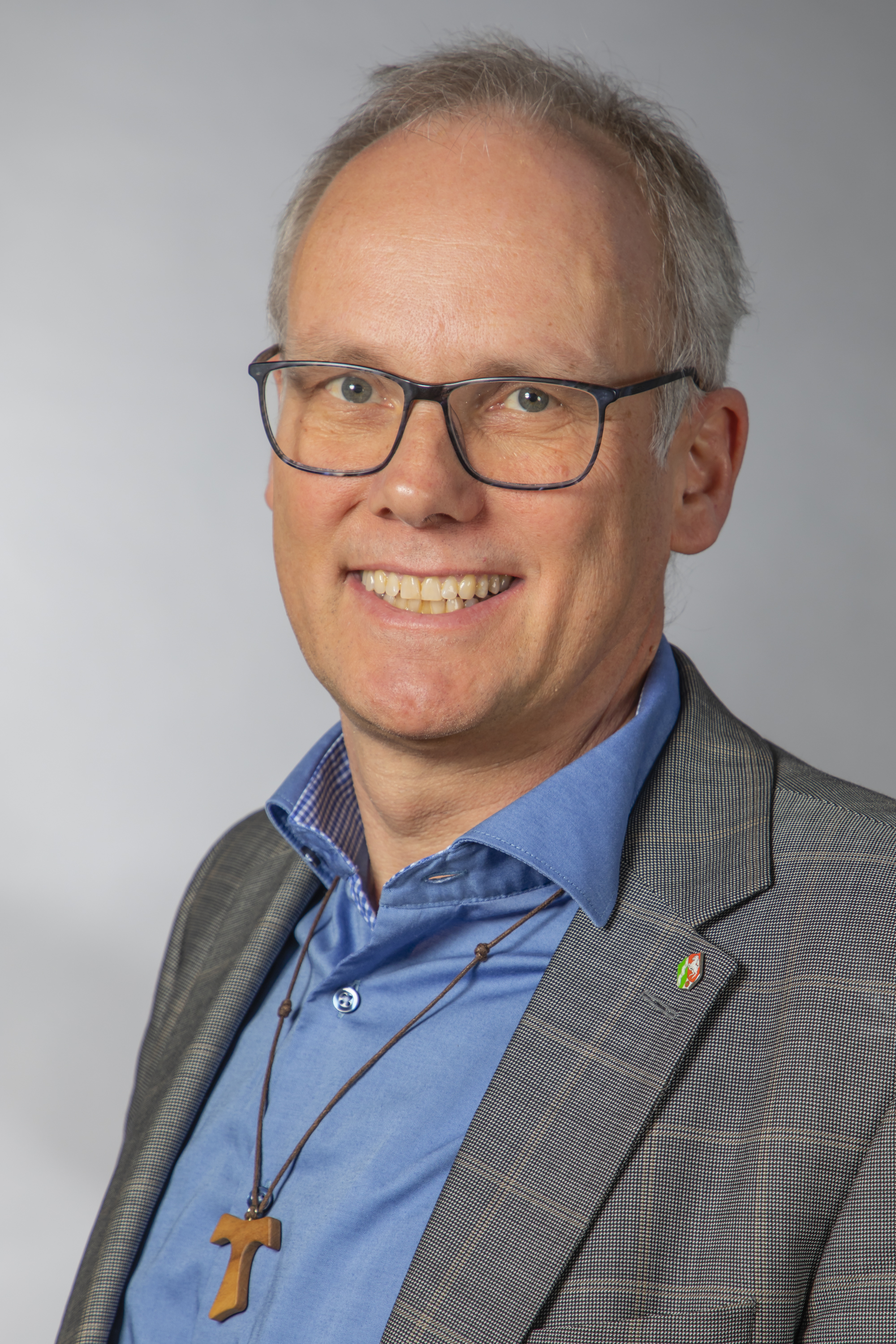
Martin Sträßer (2019)

Martin Sträßer (* 29. November 1959 in Neviges) ist ein deutscher Politiker der CDU. Er ist seit 2017 Abgeordneter im Landtag von Nordrhein-Westfalen.

## Leben
Sträßer studierte Rechtswissenschaften und war bis 2017 als Jurist bei beim Industrieverband VCI (Landesverband NRW) als stellvertretender Geschäftsführer tätig. Er ist verheiratet, hat drei Kinder und wohnt in Wülfrath.

## Politik
Sträßer trat 1977 in die CDU ein. Von 1990 bis 1996 war er stellvertretender Vorsitzender des CDU-Kreisverbandes Mettmann und von 1993 bis 1995 Vorsitzender des CDU-Stadtverbandes Velbert. Er gehörte von 1979 bis 1982 dem Rat der Stadt Velbert an und war von 1994 bis 2004 Mitglied im Kreistag des Kreises Mettmann. Seit 2009 ist er Mitglied im Rat der Stadt Wülfrath.
Sträßer gelang am 14. Mai 2017 bei der Landtagswahl in Nordrhein-Westfalen 2017 der Einzug als Abgeordneter in den Landtag von Nordrhein-Westfalen im Landtagswahlkreis Mettmann IV als Direktkandidat. Bei der Landtagswahl 2022 gewann er wiederum das Direktmandat.